# Reprezentacja Maroka U-23 w piłce nożnej mężczyzn
Reprezentacja Maroka U-23 w piłce nożnej mężczyzn – męska piłkarska reprezentacja Maroka do lat 23. Największymi sukcesami reprezentacji jest zdobycie złota w Mistrzostwach Afryki w 2023 roku.

## Igrzyska Olimpijskie
Marokańskiej drużynie (U-23) 5 razy udało się zakwalifikować do rozgrywek piłkarskich na IO. Do 1988 roku w igrzyskach brały udział seniorskie reprezentacje, więc statystyki sprzed tego roku nie są brane pod uwagę.
| Rok   | Runda                   | M                       | W                       | R                       | P                       | GZ                      | GS                      |
| ----- | ----------------------- | ----------------------- | ----------------------- | ----------------------- | ----------------------- | ----------------------- | ----------------------- |
| 1992  | Faza grupowa            | 3                       | 0                       | 1                       | 2                       | 2                       | 8                       |
| 1996  | nie zakwalifikowało się | nie zakwalifikowało się | nie zakwalifikowało się | nie zakwalifikowało się | nie zakwalifikowało się | nie zakwalifikowało się | nie zakwalifikowało się |
| 2000  | Faza grupowa            | 3                       | 0                       | 0                       | 3                       | 1                       | 7                       |
| 2004  | Faza grupowa            | 3                       | 1                       | 1                       | 1                       | 3                       | 3                       |
| 2008  | nie zakwalifikowało się | nie zakwalifikowało się | nie zakwalifikowało się | nie zakwalifikowało się | nie zakwalifikowało się | nie zakwalifikowało się | nie zakwalifikowało się |
| 2012  | Faza grupowa            | 3                       | 0                       | 2                       | 1                       | 2                       | 3                       |
| 2016  | nie zakwalifikowało się | nie zakwalifikowało się | nie zakwalifikowało się | nie zakwalifikowało się | nie zakwalifikowało się | nie zakwalifikowało się | nie zakwalifikowało się |
| 2020  | nie zakwalifikowało się | nie zakwalifikowało się | nie zakwalifikowało się | nie zakwalifikowało się | nie zakwalifikowało się | nie zakwalifikowało się | nie zakwalifikowało się |
| 2024  | Awans                   |                         |                         |                         |                         |                         |                         |
| 2028  | Do ustalenia            | eliminacje              | eliminacje              | eliminacje              | eliminacje              | eliminacje              | eliminacje              |
| 2032  | Do ustalenia            | eliminacje              | eliminacje              | eliminacje              | eliminacje              | eliminacje              | eliminacje              |
| Razem | 5/9                     | 12                      | 1                       | 3                       | 8                       | 8                       | 21                      |

## Mistrzostwa Afryki U-23
Marokańskiej drużynie 2 razy udało się zakwalifikować do mistrzostw kontynentalnych.
| Rok   | Runda                  | M                      | W                      | R                      | P                      | GZ                     | GS                     |
| ----- | ---------------------- | ---------------------- | ---------------------- | ---------------------- | ---------------------- | ---------------------- | ---------------------- |
| 2011  | II miejsce             | 5                      | 3                      | 0                      | 2                      | 6                      | 5                      |
| 2015  | Nie zakwalifikował się | Nie zakwalifikował się | Nie zakwalifikował się | Nie zakwalifikował się | Nie zakwalifikował się | Nie zakwalifikował się | Nie zakwalifikował się |
| 2019  | Nie zakwalifikował się | Nie zakwalifikował się | Nie zakwalifikował się | Nie zakwalifikował się | Nie zakwalifikował się | Nie zakwalifikował się | Nie zakwalifikował się |
| 2023  | Mistrz                 | 5                      | 4                      | 1                      | 0                      | 12                     | 5                      |
| Razem | 2/4                    | 10                     | 7                      | 1                      | 2                      | 18                     | 10                     |

## Aktualny skład
Aktualny skład drużyny można przeglądać na stronie transfermarkt.pl.